# Manuela Carrasco
Manuela Carrasco Salazar (n. Sevilla, 1954) es una bailaora de flamenco de etnia gitana, conocida con el nombre artístico de Manuela Carrasco. Hija del bailaor «El Sordo». Su esposo fue el guitarrista Joaquín Amador Santiago, fallecido en 2023.

## Trayectoria artística
Manuela Carrasco nació en cuna gitana, en una familia de artistas del barrio de Triana, en el Tejado del Moro. Su padre fue el bailaor José Carrasco ‘El Sordo’ y su madre, Cipriana Salazar Heredia, emparentada con Los Camborios. No tuvo profesores de baile profesionales, se formó de manera autodidacta teniendo como referencias a su familia, a pesar de la oposición inicial de sus padres para que no quedara expuesta a los sacrificios de la profesión.
A los pocos años la familia se trasladó a San Juan de Aznalfarache y algo después a la Costa del Sol. La estancia de sus padres en un restaurante del litoral malagueño le permitió debutar a los diez años en el tablao El Jaleo, de Torremolinos, que por entonces regentaba Mariquilla, para después pasar a La Cochera Show sevillana hasta 1970, donde conoció a Los Bolecos, trío integrado por Matilde Coral, Farruco y Rafael el Negro.
Al año siguiente, se enroló en la compañía de Curro Vélez, y realizó una gira por Europa. A su regreso a Sevilla, actuó en Los Gallos y en el homenaje del Potaje Gitano de Utrera a Manolo Caracol, tras esta actuación se trasladó a Madrid como primera figura de Los Canasteros, el tablao que Manolo Caracol tenía en la calle Barbieri. En 1973, tras un gran éxito en el Festival de La Puebla de Cazalla, se convierte en una de las principales figuras de los festivales andaluces.
El año 1974 fue el de su consagración, por el triunfo que logró en la Reunión de Cante Jondo, de La Puebla de Cazalla, la consecución del Premio Nacional Pastora Imperio en el Concurso Nacional de Arte Flamenco de Córdoba, y el de la Cátedra de Flamencología. El mismo año, interviene en el espectáculo Gitano, en el Teatro Monumental de Madrid, junto a Camarón de la Isla, Pansequito y El Lebrijano.
Cuando apenas cumplió los 18 años Juan de Dios Ramirez Heredia la llamó "La Diosa del Baile Flamenco".
En 1976, ganó el Premio Embajadores de la Paz en San Remo, Italia, en la actuación le acompañó Juanito Villar, este galardón solo lo tienen Paco de Lucía y Manolo Sanlúcar. Igualmente esa año, realizó el espectáculo “Gitano”, junto a Camarón de la Isla , El Lebrijano y Pansequito del Puerto, tras el cual regresó a Los Canasteros, allí conoció a Joaquín Amador, con quien contrajo matrimonio y quien se convirtió en su guitarrista permanente.
Durante la década de los ochenta, actuó en Festivales Flamencos en Andalucía. Participó en la Quincena de Flamenco y Música Andaluza de Sevilla (1981 y 1984), actuó durante una semana en el Gran Teatro Olímpico de Roma (1981). Presentó el espectáculo Ayer, hoy y mañana del flamenco (1983) en el I Festival Flamenco de París, según idea original de Rafael Fernández sobre un libreto de Miguel Acal, y en donde la bailaora Pilar López tuvo el gesto de besarle la rodilla. El 3 de diciembre de ese año actuó en Madrid en el Palacio de Los Deportes, dentro del Festival de Flamenco y Arte Gitano, en prensa se la destacó como “Reina de la Noche”.
Participó igualmente en la Bienal de Flamenco (1984 y 1986), y en la II Cumbre Flamenca de Madrid (1985), se le rindió un homenaje en el XXIX Potaje Gitano de Utrera (1985), participó en el espectáculo 'Flamenco Puro' (1986), montaje histórico que, dirigido por Héctor Orezzoli y Claudio Segovia, realizó una gira por Estados Unidos e incluyó en su elenco a Fernanda de Utrera, Farruco, El Chocolate o Juan Habichuela, entre otros. El espectáculo recibió la presencia de la Reina de España. Tras sufrir una intervención quirúrgica por una lesión ósea a finales de febrero de 1987, Manuela Carrasco actuó en teatros y festivales de verano, y marchó a EE. UU. con el espectáculo 'Flamenco Puro' en agosto de 1987.
Manuela Carrasco participó en la película Sevillanas (1992), de Carlos Saura, así como en “Y Sevilla”, de Eduardo Rodríguez (1992), espectáculo que clausuró la VII Bienal de Flamenco. En noviembre del siguiente año, estrenó en Sevilla “La diosa”, espectáculo que presentó por España. También participó en la película Flamenco de Carlos Saura en 1994.
En febrero de 1996, giró por Europa con su espectáculo 'Corazón flamenco', montaje que estrenó en el Sadler's Wells de Londres. En la IX Bienal de Sevilla, presentó “La raíz del grito”, un espectáculo según idea original de José Miguel Évora con la colaboración de José Manuel Caballero Bonald.
El 10 de mayo de 1997 participó en el espectáculo “Ballet Flamenco”, junto a Mario Maya, Merche Esmeralda y Antonio Canales, celebrado en el Teatro de la Maestranza de Sevilla.
El 14 de enero de 2000, presentó en Chiclana “Jondo Adonaí” según una idea original de Joaquín Amador. En abril de 2000, compartió cartel con María del Mar Moreno y Beatriz Martín en el Teatro Villamarta, de Jerez. En septiembre de ese año, estrenó en el Teatro Lope de Vega “Así baila Sevilla”, y en marzo de 2001 actuó en la Sala Joaquín Turina, también en Sevilla.
El 11 de diciembre de 2001, presentó “Jondo Adonai II” en el Teatro Central de Sevilla, en donde ofreció una antología del baile gitano de mujer.
En 2002, participó en la segunda edición del Flamenco Festival USA, también estrenó el espectáculo “Esencias” con la colaboración de Chocolate y La Negra, en el Teatro de la Maestranza de Sevilla y dentro de la XII Bienal de Flamenco durante el 23 y 24 de septiembre.
En enero de 2003, tras regresar de Japón, Madrid y Barcelona, Carrasco actuó en la Fundación El Monte de Sevilla. En marzo del mismo año, actuó en el VII Festival de Jerez con “Tierra y fuego”, obra de Manuela Carrasco y Antonio Canales.
En la XIII Bienal de Flamenco estrenó “Tronío”. Con “Un sorbito de lo sublime” actuó en el Festival de Jerez 2005, Caja Madrid 2007 y jueves Flamencos de Sevilla 2007. Manuela Carrasco y Joaquín Amador presentaron la danza kathak hindú en el espectáculo “Romalí”, en el festival Andalucía Flamenca 2007 de Madrid y la Fundación Tres Culturas de Sevilla. En el año 2009, estrenó "Suspiro flamenco" y actuó en Nueva York, Londres y en Francia (Festival Mont de Marsan). En el año 2012, actuó en el "Potaje Gitano de Utrera", en el "Festival de Jerez" y su gira por el Norte de España. Ese mismo año inauguró la "Bienal de Flamenco de Sevilla 2012" con el espectáculo "Raíces de Ébano", con la colaboración de El Pele, Pansequito, Juan Villar y Enrique "El Extremeño", bajo la dirección de Pepa Gamboa.
En 2018, recibió el galardón Compás del Cante, uno de los más reconocidos del mundo del flamenco, otorgado cada año por la Fundación Cruzcampo.
Manuela Carrasco ha recibido el Premio Nacional Pastora Imperio, el Premio Nacional de Danza y la Medalla de Andalucía. Medalla de Oro al Mérito en las Bellas Artes 2018.
También en 2018, recibió la Medalla de Oro al Mérito en las Bellas Artes, concedida por el Gobierno de España.